# Eredivisie 2013
La Eredivisie 2013 è la 29ª edizione del campionato di football americano di primo livello, organizzato dalla AFBN.

## Squadre partecipanti
| Club                 | Città               | Stadio | Sponsor ufficiale | Risultato nella stagione 2012 |
| -------------------- | ------------------- | ------ | ----------------- | ----------------------------- |
| Alphen Eagles        | Alphen aan den Rijn |        |                   |                               |
| Amsterdam Crusaders  | Amsterdam           |        |                   |                               |
| Amstelland Panthers  | Amsterdam           |        |                   |                               |
| Arnhem Falcons       | Arnhem              |        |                   |                               |
| Den Haag Raiders '99 | L'Aia               |        |                   |                               |
| Lelystad Commanders  | Lelystad            |        |                   |                               |
| Lightning Leiden     | Leida               |        |                   |                               |
| Nijmegen Pirates     | Nimega              |        |                   |                               |

## Stagione regolare

### Calendario

#### 1ª giornata
| 24 febbraio 2013 | Lightning Leiden | 27 – 12 | Den Haag Raiders '99 |  |

| 24 febbraio 2013 | Alphen Eagles | 7 – 13 (0-0 0-7 0-0 7-6) | Amstelland Panthers |  |

#### 2ª giornata
| 10 marzo 2013 | Amstelland Panthers | 21 – 18 | Arnhem Falcons |  |

| 10 marzo 2013 | Lightning Leiden | 6 – 32 | Amsterdam Crusaders |  |

#### 3ª giornata
| 17 marzo 2013 | Amsterdam Crusaders | 2 – 26 | Lelystad Commanders |  |

#### 4ª giornata
| 24 marzo 2013 | Amstelland Panthers | 0 – 20 | Amsterdam Crusaders |  |

| 24 marzo 2013 | Arnhem Falcons | 13 – 12 | Lightning Leiden |  |

| 24 marzo 2013 | Alphen Eagles | 20 – 0 | Lelystad Commanders |  |

#### 5ª giornata
| 7 aprile 2013 | Amstelland Panthers | 22 – 36 | Alphen Eagles |  |

| 7 aprile 2013 | Lelystad Commanders | 6 – 32 | Amsterdam Crusaders |  |

| 7 aprile 2013 | Nijmegen Pirates | 7 – 19 | Arnhem Falcons |  |

| 7 aprile 2013 | Den Haag Raiders '99 | 26 – 30 | Lightning Leiden |  |

#### 6ª giornata
| 21 aprile 2013 | Amstelland Panthers | 32 – 2 | Nijmegen Pirates |  |

| 21 aprile 2013 | Arnhem Falcons | 0 – 27 | Alphen Eagles |  |

| 21 aprile 2013 | Lelystad Commanders | 42 – 8 | Lightning Leiden |  |

| 21 aprile 2013 | Den Haag Raiders '99 | 6 – 48 | Amsterdam Crusaders |  |

#### 7ª giornata
| 27 aprile 2013 | Nijmegen Pirates | 42 – 6 | Den Haag Raiders '99 |  |

#### 8ª giornata
| 5 maggio 2013 | Amsterdam Crusaders | 20 – 0 | Lightning Leiden |  |

| 5 maggio 2013 | Arnhem Falcons | 36 – 42 | Amstelland Panthers |  |

| 5 maggio 2013 | Alphen Eagles | 36 – 0 (7-0 26-0 3-0 0-0) | Nijmegen Pirates |  |

| 5 maggio 2013 | Den Haag Raiders '99 | 6 – 44 | Lelystad Commanders |  |

#### 9ª giornata
| 11 maggio 2013 | Arnhem Falcons | 35 – 0 | Nijmegen Pirates |  |

#### 10ª giornata
| 19 maggio 2013 | Amsterdam Crusaders | 8 – 28 | Alphen Eagles |  |

| 19 maggio 2013 | Lightning Leiden | 17 – 24 | Nijmegen Pirates |  |

| 19 maggio 2013 | Lelystad Commanders | 20 – 0 | Den Haag Raiders '99 |  |

#### 11ª giornata
| 26 maggio 2013 | Lelystad Commanders | 24 – 25 | Amstelland Panthers |  |

| 26 maggio 2013 | Den Haag Raiders '99 | - – - | Arnhem Falcons |  |

#### 12ª giornata
| 2 giugno 2013 | Nijmegen Pirates | 14 – 38 | Alphen Eagles |  |

#### 13ª giornata
| 9 giugno 2013 | Amsterdam Crusaders | 53 – 12 | Den Haag Raiders '99 |  |

| 9 giugno 2013 | Lightning Leiden | 14 – 46 | Lelystad Commanders |  |

| 9 giugno 2013 | Alphen Eagles | 19 – 3 | Arnhem Falcons |  |

| 9 giugno 2013 | Nijmegen Pirates | 12 – 20 | Amstelland Panthers |  |

### Classifica
La classifica della regular season è la seguente:
- PCT = percentuale di vittorie, G = partite giocate, V = partite vinte, P = partite perse, PF = punti fatti, PS = punti subiti

| Pos. | Squadra              | PCT  | G | V | N | P | PF  | PS  |
| ---- | -------------------- | ---- | - | - | - | - | --- | --- |
| 1    | Alphen Eagles        | .875 | 8 | 7 | 0 | 1 | 211 | 60  |
| 2    | Amsterdam Crusaders  | .750 | 8 | 6 | 0 | 2 | 215 | 84  |
| 3    | Amstelland Panthers  | .750 | 8 | 6 | 0 | 2 | 175 | 155 |
| 4    | Lelystad Commanders  | .625 | 8 | 5 | 0 | 3 | 208 | 107 |
| 5    | Arnhem Falcons       | .571 | 7 | 4 | 0 | 3 | 124 | 128 |
| 6    | Nijmegen Pirates     | .250 | 8 | 2 | 0 | 6 | 101 | 203 |
| 7    | Lightning Leiden     | .250 | 8 | 2 | 0 | 6 | 114 | 215 |
| 8    | Den Haag Raiders '99 | .000 | 7 | 0 | 0 | 7 | 68  | 264 |

## Playoff

### Tabellone
|  | Semifinali | Semifinali          | Semifinali |                     |    | XXIX Tulip Bowl | XXIX Tulip Bowl | XXIX Tulip Bowl |  |
|  |            |                     |            |                     |    |                 |                 |                 |  |
|  | 1          | Alphen Eagles       | 20         |                     |    |                 |                 |                 |  |
|  | 1          | Alphen Eagles       | 20         |                     |    |                 |                 |                 |  |
|  | 4          | Lelystad Commanders | 3          |                     |    |                 |                 |                 |  |
|  | 4          | Lelystad Commanders | 3          |                     | 1  | Alphen Eagles   | 23              |                 |  |
|  |            |                     |            |                     | 1  | Alphen Eagles   | 23              |                 |  |
|  |            |                     | 2          | Amsterdam Crusaders | 12 |                 |                 |                 |  |
|  | 2          | Amsterdam Crusaders | 2          | Amsterdam Crusaders | 12 | 27              |                 |                 |  |
|  | 2          | Amsterdam Crusaders |            |                     |    |                 |                 |                 |  |
|  | 3          | Amstelland Panthers | 20         |                     |    |                 |                 |                 |  |

### Semifinali
| 23 giugno 2013 | Amsterdam Crusaders | 27 – 20 | Amstelland Panthers |  |

| 23 giugno 2013 | Alphen Eagles | 20 – 3 | Lelystad Commanders |  |

### XXIX Tulip Bowl
| 7 luglio 2013 | Alphen Eagles | 23 – 12 | Amsterdam Crusaders |  |

## Verdetti
- Alphen Eagles Campioni dei Paesi Bassi 2013 (2º titolo)